# Anna Hartnagel
Anna Auguste Hartnagel (* 8. Februar 1900 in Heidelberg; † 19. Juni 1991 ebenda) war eine deutsche Verlegerin und Politikerin (FDP/DVP).

## Leben
Nach dem Besuch der Volksschule und der Höheren Mädchenschule absolvierte Hartnagel das Lehrerinnenseminar, das sie mit dem Examen abschloss. Danach arbeitete sie im Verlagswesen und war später als Prokuristin beim Alfred-Hüthig-Verlag in Heidelberg tätig. Während der Zeit der Weimarer Republik war sie von 1927 bis 1933 Mitglied der Deutschen Volkspartei (DVP). Nach dem Zweiten Weltkrieg wurde sie 1946 selbständige Verlegerin und Inhaberin des Ähren-Verlags in Heidelberg, der bis 1959 existierte.
Hartnagel war seit 1946 Mitglied der Demokratischen Volkspartei (DVP) in Württemberg-Baden, aus der im Oktober 1952 der Landesverband der FDP Baden-Württemberg hervorging. Nach der Wahl Theodor Heuss zum Bundespräsidenten rückte sie am 13. Oktober 1949 für diesen als Abgeordnete in den Landtag von Württemberg-Baden nach, dem sie bis 1952 angehörte. Vom 24. November 1954, als sie für den verstorbenen Abgeordneten Friedrich Herrmann nachrückte, bis 1956 war sie Abgeordnete des baden-württembergischen Landtages.